# Melanagromyza walleyi
Melanagromyza walleyi este o specie de muște din genul Melanagromyza, familia Agromyzidae, descrisă de Spencer în anul 1986.
Este endemică în Tennessee. Conform Catalogue of Life specia Melanagromyza walleyi nu are subspecii cunoscute.